# Communauté de communes de la Montagne Noire
La communauté de communes de la Montagne Noire est une structure intercommunale française, située dans le département de l'Aude et en région Occitanie. Elle a été créée le 1er janvier 2014. Elle regroupe 22 communes et environ 5 900 habitants. Les communes concernées partagent un certain nombre de compétences. Son siège se trouve aux Ilhes.

## Historique
La communauté de communes de la Montagne Noire est issue de la fusion intervenue le 1er janvier 2014 des communautés de communes CC du Cabardès Montagne Noire (9), CC du Haut Cabardès (14), CC Lauragais Revel Sorèzois (1).
Le 1er janvier 2017, la commune des Cammazes quitte la communauté de communes de la Montagne Noire pour rejoindre la communauté de communes du Lauragais-Revel-Sorèzois.

## Géographie
La communauté de communes est située au nord du département de l'Aude. Elle est bordée par les communautés de communes de  Castelnaudary Lauragais Audois à l'ouest et de Piège Lauragais Malepère au sud-ouest et par la communauté d'agglomération Carcassonne Agglo au sud.

## Composition
La communauté de communes est composée des 22 communes suivantes :

| Nom                      | Code Insee | Gentilé          | Superficie (km2) | Population (dernière pop. légale) | Densité (hab./km2) |
| ------------------------ | ---------- | ---------------- | ---------------- | --------------------------------- | ------------------ |
| Les Ilhes (siège)        | 11174      | Ilhais           | 4,16             | 61 (2022)                         | 15                 |
| Brousses-et-Villaret     | 11052      | Broularetois     | 11,16            | 352 (2022)                        | 32                 |
| Caudebronde              | 11079      | Caudebrondais    | 6,22             | 220 (2022)                        | 35                 |
| Cuxac-Cabardès           | 11115      | Cuxacois         | 25,06            | 953 (2022)                        | 38                 |
| Fontiers-Cabardès        | 11150      | Fontiérais       | 8,46             | 467 (2022)                        | 55                 |
| Fournes-Cabardès         | 11154      | Fournois         | 12,45            | 52 (2022)                         | 4,2                |
| Fraisse-Cabardès         | 11156      | Fraximois        | 7,13             | 104 (2022)                        | 15                 |
| Labastide-Esparbairenque | 11180      | Labastidencs     | 16,77            | 62 (2022)                         | 3,7                |
| Lacombe                  | 11182      | Lacombois        | 14,99            | 184 (2022)                        | 12                 |
| Laprade                  | 11189      | Lapradiens       | 4,61             | 116 (2022)                        | 25                 |
| Lastours                 | 11194      | Lastourois       | 2,8              | 148 (2022)                        | 53                 |
| Les Martys               | 11221      | Martysais        | 19,18            | 307 (2022)                        | 16                 |
| Mas-Cabardès             | 11222      | Mascabardésiens  | 9,09             | 173 (2022)                        | 19                 |
| Miraval-Cabardès         | 11232      | Miravalais       | 12,16            | 55 (2022)                         | 4,5                |
| Pradelles-Cabardès       | 11297      | Pradellois       | 20,61            | 160 (2022)                        | 7,8                |
| Roquefère                | 11319      | Rocaférais       | 8,06             | 71 (2022)                         | 8,8                |
| Saint-Denis              | 11339      | Dionysiens       | 8,21             | 511 (2022)                        | 62                 |
| Saissac                  | 11367      | Saissacois       | 57,03            | 909 (2022)                        | 16                 |
| Salsigne                 | 11372      | Salsignols       | 11,48            | 388 (2022)                        | 34                 |
| La Tourette-Cabardès     | 11391      | Tourettois       | 5,03             | 22 (2022)                         | 4,4                |
| Villanière               | 11411      | Villaniérais     | 7,04             | 147 (2022)                        | 21                 |
| Villardonnel             | 11413      | Villardonnellois | 16,63            | 510 (2022)                        | 31                 |

## Organisation

### Conseil communautaire
Le conseil communautaire compte 39 sièges répartis en fonction du nombre d'habitants de chaque commune. Avant les élections municipales de 2014, ce sont les conseils municipaux de chaque commune qui élisent les membres du conseil communautaire. 

### Président
Le président de la communauté de communes est élu par le conseil communautaire. 
| Période  | Période  | Identité      | Étiquette | Qualité              |
| -------- | -------- | ------------- | --------- | -------------------- |
| mai 2014 | En cours | Cyril Delpech | SE        | Maire de Caudebronde |

## Démographie
| 1968  | 1975  | 1982  | 1990  | 1999  | 2008  | 2013  | 2018  |
| ----- | ----- | ----- | ----- | ----- | ----- | ----- | ----- |
| 5 595 | 5 012 | 4 791 | 4 884 | 5 188 | 5 818 | 5 844 | 5 819 |

## Compétences
L'intégralité des compétences obligatoires, optionnelles et facultatives des communautés de communes fusionnées est transférée au nouvel EPCI à compter du 1er janvier 2014. Les compétences pourront être modifiées par le conseil communautaire de la communauté de communes issue de la fusion. La communauté de communes exerce de plein droit, en lieu et place des communes membres pour la conduite d'actions communautaires pour les compétences suivantes.

### Compétences obligatoires
- Aménagement de l'espace : élaboration d'un schéma paysage et bâti, signalisation touristique d'intérêt communautaire, élaboration d'une charte forestière territoriale,
- Actions de développement économique.

### Compétences optionnelles
- Protection et mise en valeur de l'environnement,
- Politique de logement et du cadre de vie,
- Construction, entretien et fonctionnement d'équipements culturels et sportifs et d'équipement de l'enseignement préélémentaire et élémentaire,
- Action sociale.

### Compétences supplémentaires
- Gestion des relais de télévision.

Depuis 2015 la communauté de communes de la montagne noire est également propriétaire de la piscine de Cuxac-Cabardès devenue alors "Piscine intercommunale de la Montagne Noire". L’intercommunalité y a effectué de grand travaux en 2023.